# كرايغ كوران
كرايغ كوران (بالإنجليزية: Craig Curran)‏ هو لاعب كرة قدم بريطاني، ولد في 23 أغسطس 1989 في ليفربول في المملكة المتحدة. لعب مع نادي ترانمير روفرز لكرة القدم ونادي روتشديل ونادي روس كاونتي ونادي كارلايل يونايتد ونادي موركامب ونادي يميريك.

## وصلات خارجية
- كرايغ كوران على موقع قاعدة بيانات كرة القدم.إي يو (الإنجليزية)
- كرايغ كوران على موقع Soccerbase.com (لاعب) (الإنجليزية)
- كرايغ كوران على موقع Soccerway.com (الإنجليزية)